# Rodrigo Laviņš
Rodrigo Laviņš (Riga, 3 agosto 1974) è un ex hockeista su ghiaccio lettone.

## Carriera
Nel corso della sua carriera ha indossato, tra le altre, le maglie di HK Pardaugava Riga (1992-1994), Jokerit (1998/99), Ilves Tampere (1999/2000), HC Dinamo Mosca (2002/03), HK Riga 2000 (2003-2005, 2006/07), Brynäs IF (2005/06, 2006/07) e Dinamo Riga (2008-2012).
Con la nazionale lettone ha partecipato a due edizioni dei Giochi olimpici invernali (2006 e 2010) e a numerose edizioni dei campionati mondiali, a partire da quella del 1997.